# Hans-Peter Müller (Maler)
Hans-Peter Müller (* 4. Mai 1942 in Leipzig) ist ein deutscher Maler, Grafiker und Plastiker.

## Leben und Werk
Müller machte in Leipzig das Abitur mit Berufsausbildung als Schlosser. 1960 bis 1961 war er in einer Maurerlehre bei der Bau-Union Leipzig und studierte er an der Hochschule für Bauwesen Leipzig Ingenieurbau. Daneben besuchte er Malkurse bei Walter Münze an der Abendakademie der Hochschule für Grafik und Buchkunst in Leipzig. 1962 bis 1965 studierte Müller am Institut für Kunsterziehung der Karl-Marx-Universität Leipzig und 1965 bis 1970 an der Hochschule für Grafik und Buchkunst Leipzig bei Harry Blume, Werner Tübke, Wolfgang Mattheuer, Bernhard Heisig und Hans Mayer-Foreyt. Nach dem Diplomabschluss als Maler und Grafiker arbeitete er 1970 bis 1979 freischaffend in Leipzig. Dort heiratete er 1972 Alexandra Müller-Jontschewa. Von 1973 bis 1976 war Müller Meisterschüler bei Heisig an der Akademie der Künste der DDR. Mit seiner Frau zog Müller 1979 nach Hohenölsen und 2010 nach Weida, wo sie gemeinsam in ihrem Atelier arbeiten.
Müller betätigt sich als Maler, Zeichner und Bildhauer. Als Maler bedient er sich vorzugsweise der Grisailletechnik.
Müller hatte in der DDR und im Ausland eine bedeutende Zahl von Einzelausstellungen und Ausstellungsbeteiligungen, u. a. von 1972 bis 1988 an der VII. bis X. Kunstausstellung der DDR. Das Künstlerehepaar schickt seine Werke regelmäßig auf internationale und nationale Ausstellungstourneen.
Werke Müller befinden sich u. a. in der Dresdener Galerie Neue Meister, im Museum der bildenden Künste und im Stadtgeschichtlichen Museum Leipzig, in der Berliner Akademie der Künste, im Lindenau-Museum Altenburg/Thüringen, im Kunstmuseum Moritzburg, Halle/Saale, im Otto-Dix-Haus Gera, in der Klassik Stiftung Weimar, in der Stiftung Schloss Friedenstein, Gotha, im Militärhistorischen Museum Dresden.
In der DDR hatte u. a. die SDAG Wismut und das Kombinat VEB Carl-Zeiss Jena Werke Müllers für ihre Kunstsammlungen aufgekauft.

## Mitgliedschaften
- bis 1990 Mitglied im Verband Bildender Künstler der DDR
- Mitglied im „Verband Bildender Künstler Thüringen e.V.“
- Mitglied (Sociètaire) der Société du Salon d’Automne
- seit 2006 Mitglied der internationalen Künstlergruppe „Libellule“

## Ehrungen
- 1997 Bronzemedaille der Société des Artistes Français

## Rezeption
„Alexandra Müller-Jontschewa und Hans-Peter Müller gehören zur zweiten Generation der so genannten Leipziger Schule. Ihr künstlerischer Weg findet sich zwischen Symbolismus, Surrealismus und magischem Realismus. Beide arbeiten ausschließlich figurativ und beherrschen das großformatige Tafelbild ebenso wie das Kabinettstück.
Die Welt der Mythen fasziniert das Künstlerpaar so grundlegend, dass es daraus seine Motive gewinnt, mit altmeisterlicher Technik und Präzision ausgeführt und vom surrealistischen Geist durchdrungen. Rätselhafte Metaphern, die beziehungsreich zwischen Heutigem und Vergangenem assoziieren, bieten einen neuartigen Zugang zu Mythen und Legenden, die die Maler als Urbilder im kollektiven Gedächtnis der Menschheit verstehen, ohne sie darauf zu reduzieren.“

„Mit unerschöpflich anmutender Fantasie bewegen sich die Figuren des Malers …  durch eine von ihm selbst erschaffene, mal zarte, mal kraftvolle Bildwelt. Fremde und bekannte Wesen, okkulte Symbole und surrealistische Elemente zitieren in ungewöhnlichen Formaten die klassischen Motive der christlichen und mythologischen Ikonografie.“

## Werke (Auswahl)

### Tafelbilder (Auswahl)
- Alexandra und ich (Öl, 1970, 120 × 90 cm)[5]

- Odysseus kehrt zurück (Öl; 1985; im Bestand der Dresdner Gemäldegalerie Neue Meister)[6]
- Stillleben mit Feuerstein (Öl; 1973; im Bestand des Lindenau-Museums, Altenburg/Thüringen)[7]
- Pariser Kommune (Triptychon; Öl, 1970/1971; ausgestellt 1972/1973 auf der VII. Kunstausstellung der DDR)[8]
- Küste bei Baltschik (Öl, 1975; ausgestellt 1977/1978 auf der VIII. Kunstausstellung der DDR)[9]
- Kursker Bogen (Öl, 1982; ausgestellt 1982/1983 auf der IX. Kunstausstellung der DDR)[10]
- Die heilige Familie – Magdalenenaltar (Triptychon, 2010)[11]
- Die neunte Welt (Öl; 2020)[12]

### Plastiken (Auswahl)
- Drachenbrunnen in Hohenölsen (Kupfer, 1994–1997)[13]
- Harpyie mit wenig Federn (Kupfer, 2000)[14]

## Einzelausstellungen (Auswahl)
- 1978 Cottbus, Galerie Carl Blechen (mit Alexandra Müller-Jontschewa)
- 1980 Gera, Galerie am Markt (mit Alexandra Müller-Jontschewa)
- 2008 Neu-Isenburg, Stadtgalerie (mit Alexandra Müller-Jontschewa)
- 2012 Weida, Osterburg („Der dritte Himmel“)
- 2015 Weißenburg, KunstSchranne (mit Alexandra Müller-Jontschewa)
- 2015 Weida, Galerie Castello ermètico (mit Alexandra Müller-Jontschewa)
- 2018 Jena, Praxisgalerie im Post-Carré („Im Labyrinth der Mythen“)
- 2019 Leipzig, Galerie Koenitz („Geheimnisse der Levitation“)
- 2022 Bad Frankenhausen, Panorama-Museum („Jenseits von Eden“)